# Abiu

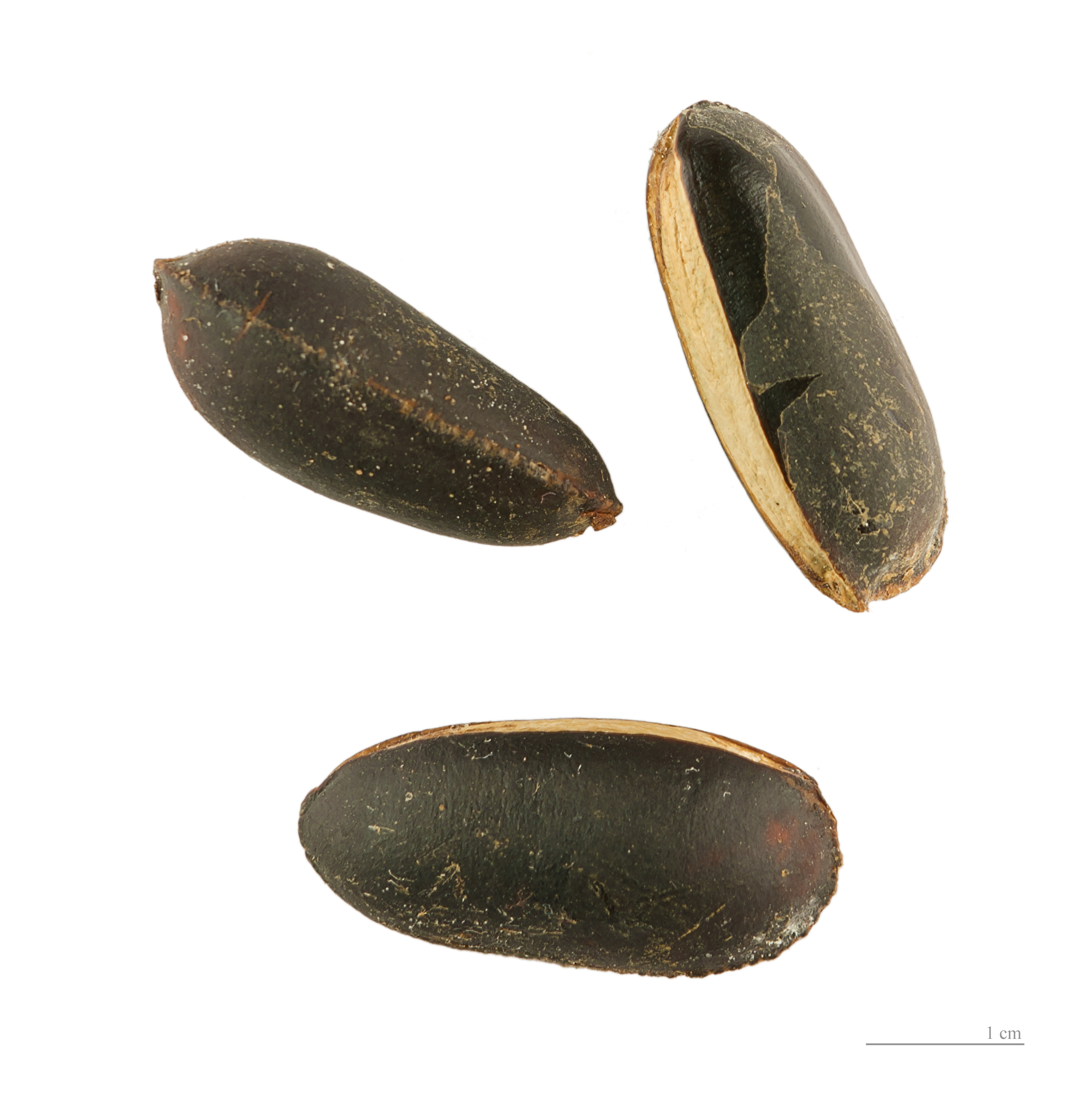
Pouteria caimito

Abiu (Pouteria caimito) este un pom fructifer tropical din familia Sapotaceae și este înrudit cu speciile sapodilla, canistel și mamey.

## Caracteristici
Arborele cu coroană piramidală sau sferică are o înălțime de 10 m, dar poate atinge chiar și 35 m în situații favorabile. Scoarța secretă latex de culoare albă sau roșiatică.
Frunzele dispuse alternativ prezintă forme variate, fiind ovale, obovale sau eliptice, și au o lungime de 10–20 cm.
Florile, singulare sau grupate câte 2-5, sunt cilindrice, albe sau verzui, de 4–8 mm și au 4 sau 5 lobi.
Fructul are formă rotundă până la ovală, uneori ușor ascuțită. Fructul, când încă nu este copt, prezintă puf pe coajă, care devine apoi netedă, de culoare galben pal când acesta este copt. Pulpa fructului este albă, translucidă, mucilaginoasă, parfumată, cu textură cremoasă și este descrisă ca având o aromă dulce cu o notă de caramel. În interior se găsesc 1-4 semințe maronii, alungite. Când încă nu este complet copt, fructul are un gust astringent și o consistență gumată, datorită conținutului natural de latex.

## Origine și arie de răspândire
Abiu își are originea pe cursul superior al Amazonului. Arborele crește sălbatic pe coastele estice mai joase ale Anzilor din sud-vestul Venezuelei până în Peru. Este întâlnit adesea și în Brazilia, în Pará. De mulți ani crește și în Trinidad.

## Cultivare și utilizare
Cel mai adesea, abiu este consumat proaspăt și de preferință răcit. Se taie în două și se scobește cu o linguriță pulpa, evitând contactul pielii cu latexul eliminat. În Columbia se obișnuiește a se unge buzele înainte de consumul fructului, pentru ca latexul să nu se lipească de ele.
În Peru se prepară și înghețată din fructele de abiu.
Lemnul de abiu este dens și tare, fiind valorificat în construcții.
Și în medicină se cunosc aplicații. În Brazilia, pulpa mucilaginoasă este consumată pentru a ameliora tusea, bronșita sau alte afecțiuni pulmonare. Latexul conținut se administrează ca vermifug și purgativ și se aplică pe abcese.